# Iurdiuk-Kumakh
Iurdiuk-Kumakh (en rus: Юрдюк-Кумах) és un poble de la república de Sakhà, a Rússia, que en el cens del 2010 tenia un habitant, pertany al districte de Batagai.